# Вербовецька сільська рада (Заставнівський район)
Вербове́цька сільська́ ра́да — адміністративно-територіальна одиниця та орган місцевого самоврядування в Заставнівському районі Чернівецької області. Адміністративний центр — село Вербівці.

## Загальні відомості
- Населення ради: 527 осіб (станом на 2001 рік)

## Населені пункти
Сільській раді були підпорядковані населені пункти:
- с. Вербівці

## Склад ради
Рада складалася з 14 депутатів та голови.
- Голова ради: Литинський Олексій Георгійович
- Секретар ради: Мацько Наталія Степанівна

### Керівний склад попередніх скликань
| Прізвище, ім'я, по батькові    | Основні відомості                                                                       | Дата обрання | Дата звільнення |
| ------------------------------ | --------------------------------------------------------------------------------------- | ------------ | --------------- |
| Литинський Олексій Георгійович | Сільський голова, 1974 року народження, освіта середня спеціальна, член Народної партії | 26.03.2006   | 31.10.2010      |
| Литинський Олексій Георгійович | Сільський голова, 1974 року народження, освіта середня спеціальна, безпартійний         | 31.10.2010   |                 |

Примітка: таблиця складена за даними сайту Верховної Ради України

### Депутати
За результатами місцевих виборів 2010 року депутатами ради стали:

#### За суб'єктами висування
| Суб'єкт висування                                       | Кількість обраних депутатів | %    |
| ------------------------------------------------------- | --------------------------- | ---- |
| Політична партія Всеукраїнське об'єднання «Батьківщина» | 7                           | 50   |
| Самовисування                                           | 6                           | 42,9 |
| Українська соціал-демократична партія                   | 1                           | 7,1  |

#### За округами
| № округу                                                | Прізвище, ім'я, по батькові  | Дата визнання обраним | Освіта             | Партійна приналежність | Відомості про обраного депутата                 |
| ------------------------------------------------------- | ---------------------------- | --------------------- | ------------------ | ---------------------- | ----------------------------------------------- |
| Політична партія Всеукраїнське об'єднання «Батьківщина» |                              |                       |                    |                        |                                                 |
| 2                                                       | Шеленко Валентина Григорівна | 05.11.2010            | вища               | позапартійна           | Вербовецька сільська рада, головний бухгалтер   |
| 4                                                       | Шеленко Галина Іванівна      | 05.11.2010            | середня спеціальна | позапартійна           | фельдшерсько-акушерський пункт, фельдшер        |
| 7                                                       | Білоус Світлана Василівна    | 05.11.2010            | середня            | позапартійна           | тимчасово не працює                             |
| 9                                                       | Роговик Микола Миколайович   | 05.11.2010            | середня            | позапартійний          | тимчасово не працює                             |
| 12                                                      | Литинська Любов Дмитрівна    | 05.11.2010            | середня спеціальна | позапартійна           | Вербовецький навчально-виховний комплекс, повар |
| 13                                                      | Загарійчук Надія Орестівна   | 05.11.2010            | середня спеціальна | позапартійна           | Будинок пристарілих, повар                      |
| 14                                                      | Мацько Наталія Степанівна    | 05.11.2010            | середня спеціальна | позапартійна           | Вербовецька сільська рада, секретар виконкому   |
| Українська соціал-демократична партія                   |                              |                       |                    |                        |                                                 |
| 1                                                       | Козачук Юрій Іванович        | 05.11.2010            | середня спеціальна | позапартійний          | тимчасово не працює                             |
| Самовисування                                           |                              |                       |                    |                        |                                                 |
| 3                                                       | Палагнюк Іван Васильович     | 05.11.2010            | середня спеціальна | позапартійний          | тимчасово не працює                             |
| 5                                                       | Шеленко Марія Степанівна     | 05.11.2010            | середня            | позапартійна           | пенсіонер                                       |
| 6                                                       | Старчук Валентин Михайлович  | 05.11.2010            | середня спеціальна | позапартійний          | тимчасово не працює                             |
| 8                                                       | Малофій Тетяна Григорівна    | 05.11.2010            | середня            | позапартійна           | Територіальний центр, працівник                 |
| 10                                                      | Голяр Манолій Васильович     | 05.11.2010            | вища               | позапартійний          | фермер                                          |
| 11                                                      | Шеленко Марія Василівна      | 05.11.2010            | середня            | позапартійна           | тимчасово не працює                             |

## Населення
За переписом населення України 2001 року в сільській раді мешкало 527 осіб.

### Мова
Розподіл населення за рідною мовою за даними перепису 2001 року:
| Мова       | Відсоток |
| ---------- | -------- |
| українська | 98,86 %  |
| російська  | 0,76 %   |
| румунська  | 0,19 %   |